# Campeonato da Europa de Corta-Mato de 1999
O 6º Campeonato da Europa de Corta-Mato de 1999 foi realizado em Velenje, na Eslovênia no dia 12 de dezembro de 1999. Paulo Guerra de Portugal levou o título na competição masculina sênior e Anita Weyermann da Suíça venceu a corrida feminina sênior. Na categoria júnior Hans Janssens da Bélgica levou o ouro masculino e Inês Monteiro de Portugal o ouro no feminino. 

## Resultados
Esses foram os resultados da prova. 

### Sênior masculino individual
| Posição           | Atleta             | Tempo |
| ----------------- | ------------------ | ----- |
| Medalha de ouro   | Paulo Guerra       | 32:45 |
| Medalha de prata  | Eduardo Henriques  | 32:50 |
| Medalha de bronze | Jon Brown          | 33:32 |
| 4.                | Mustapha El Ahmadi | 33:41 |
| 5.                | Domingos Castro    | 33:44 |
| 6.                | Claes Nyberg       | 33:46 |
| 7.                | Serhiy Lebid       | 33:50 |
| 8.                | Umberto Pusterla   | 33:53 |

A categoria contou com a presença de 79 atletas.

### Sênior masculino por equipes
| Posição           | Equipe                                                                         | Pontos |
| ----------------- | ------------------------------------------------------------------------------ | ------ |
| Medalha de ouro   | Reino Unido · Jon Brown · Karl Keska · Dominic Bannister · Keith Cullen        | 35     |
| Medalha de prata  | Portugal · Paulo Guerra · Eduardo Henriques · Domingos Castro · Vitor Almeida  | 41     |
| Medalha de bronze | França · Mustapha El Ahmadi · Lahbib Hanini · Augusto Gomes · Laurent Vapaille | 58     |
| 4.                | Itália                                                                         | 71     |
| 5.                | Irlanda                                                                        | 94     |
| 6.                | Espanha                                                                        | 107    |
| 7.                | Bélgica                                                                        | 125    |
| 8.                | Roménia                                                                        | 131    |

15 nacionalidades participaram da prova.

### Sênior feminino individual
| Posição           | Atleta                 | Tempo |
| ----------------- | ---------------------- | ----- |
| Medalha de ouro   | Anita Weyermann        | 18:53 |
| Medalha de prata  | Constantina Diţă       | 19:01 |
| Medalha de bronze | Olivera Jevtić         | 19:03 |
| 4.                | Liz Yelling            | 19:06 |
| 5.                | Tatyana Tomashova      | 19:09 |
| 6.                | Rakiya Maraoui-Quetier | 19:09 |
| 7.                | Margarita Marusova     | 19:10 |
| 8.                | Fatima Yvelain         | 19:14 |

A categoria contou com a presença de 58 atletas.

### Sênior feminino por equipes
| Posição           | Equipe                                                            | Pontos |
| ----------------- | ----------------------------------------------------------------- | ------ |
| Medalha de ouro   | França · Rakiya Maraoui-Quetier · Fatima Yvelain · Fatima Hajjami | 34     |
| Medalha de prata  | Roménia · Constantina Diţă · Iulia Olteanu · Lelia Papură         | 35     |
| Medalha de bronze | Portugal · Helena Sampaio · Marina Bastos · Analídia Torre        | 39     |
| 4.                | Reino Unido                                                       | 41     |
| 5.                | Itália                                                            | 63     |
| 6.                | Irlanda                                                           | 67     |
| 7.                | Bélgica                                                           | 82     |
| 8.                | Espanha                                                           | 88     |

12 nacionalidades participaram da prova.

### Júnior masculino individual
| Posição           | Atleta           | Tempo |
| ----------------- | ---------------- | ----- |
| Medalha de ouro   | Hans Janssens    | 23:00 |
| Medalha de prata  | Guillaume Eraud  | 23:12 |
| Medalha de bronze | Turo Inkiläinen  | 23:12 |
| 4.                | Martin Pröll     | 23:15 |
| 5.                | Mo Farah         | 23:18 |
| 6.                | Carlo Schuff     | 23:19 |
| 7.                | Gunnar Osmundsen | 23:20 |
| 8.                | Gary Murray      | 23:23 |

### Júnior masculino por equipes
| Posição           | Equipe      | Pontos |
| ----------------- | ----------- | ------ |
| Medalha de ouro   | Reino Unido | 26     |
| Medalha de prata  | França      | 38     |
| Medalha de bronze | Irlanda     | 43     |
| 4.                | Portugal    | 45     |
| 5.                | Alemanha    | 54     |
| 6.                | Áustria     | 81     |
| 7.                | Espanha     | 89     |
| 8.                | Itália      | 99     |

### Júnior feminino individual
| Posição           | Atleta               | Tempo |
| ----------------- | -------------------- | ----- |
| Medalha de ouro   | Inês Monteiro        | 12:48 |
| Medalha de prata  | Nicola Spirig        | 12:55 |
| Medalha de bronze | Ane Marie Moutsinga  | 13:02 |
| 4.                | Türkan Erişmiş       | 13:07 |
| 5.                | Kim Offergeld        | 13:09 |
| 6.                | Sebile Bekele Özyurt | 13:10 |
| 7.                | Minna Myllykoski     | 13:10 |
| 8.                | Jéssica Augusto      | 13:11 |

### Júnior feminino por equipes
| Posição           | Equipe      | Pontos |
| ----------------- | ----------- | ------ |
| Medalha de ouro   | Turquia     | 27     |
| Medalha de prata  | Portugal    | 32     |
| Medalha de bronze | Bélgica     | 34     |
| 4.                | Suíça       | 40     |
| 5.                | Roménia     | 49     |
| 6.                | Finlândia   | 68     |
| 7.                | Reino Unido | 79     |
| 8.                | Itália      | 92     |